# Haswelliporina brevitubulata
Haswelliporina brevitubulata is een mosdiertjessoort uit de familie van de Porinidae. De wetenschappelijke naam van de soort is voor het eerst geldig gepubliceerd in 1957 door Harmer.